# 小兴凯湖
小兴凯湖是一个位于中国黑龙江省密山市的湖泊，在興凱湖的頂端，為一潟湖。